# Miracles (平井堅單曲)
《Miracles》（奇蹟），日本男歌手平井堅的第12張單曲。2001年2月15日發行。

## 概述
- 平井堅2001年的第一張單曲。
- 平井堅首次搭配電視廣告曲宣傳的單曲，並且本人親自演出。（不過廣告是在單曲發行後才播出）
- 平井堅擅長的R&B曲風，他曾在2001年赴香港宣傳的訪問中說過，這首歌的旋律在腦海中快速浮現並且寫下，前後約莫10分鐘。

## 收錄曲目
1. Miracles
  - 作詞、作曲：平井堅／編曲：Maestro-T
  - KIKKOMAN「TRIANGLE」電視廣告曲
2. TUG OF WAR
  - 作詞.作曲：平井堅、中野雅仁／編曲：中野雅仁
3. Miracles -K.H.'s Jazz (featuring TOKU)-
4. TUG OF WAR -United Future Organization mix-
5. Miracles -less vocal-

## 外部連結
- Sony Music的作品介紹
  - 通常盤